# Creative Artists Agency
Pour les articles homonymes, voir CAA.
Creative Artists Agency (CAA) est une agence artistique créée en 1975.

## Historique
L'agence est fondée en 1975 par cinq anciens salariés de la William Morris Agency: Michael Ovitz, Ron Meyer, William Haber, Michael Rosenfeld, and Rowland Perkins. 
En septembre 2021, CAA annonce l'acquisition de ICM Partner, pour un montant non dévoilé.

## Activité
L'agence CAA représente notamment Justin Bieber, Brad Pitt, Beyonce Knowles, Bob Dylan, Britney Spears, Cameron Diaz, Aaliyah, George Clooney, Jessica Biel, Kate Winslet, Leonardo DiCaprio, Natalie Portman, Reese Witherspoon, Matthew Perry, Selena Gomez, Ryan Cabrera, Vanessa Hudgens, Zac Efron, Dianna Agron, Finn Wolfhard et Emma Mackey.
Elle possède des bureaux à Los Angeles, New York, Nashville, Londres, Pékin, Chicago, Mumbai, Munich, Calgary et Stockholm.